# Mercado de San Juan (Salamanca)
El mercado de San Juan es un edificio de la ciudad española de Salamanca. Cuenta con el estatus de bien de interés cultural.

## Descripción
El inmueble fue construido entre 1942 y 1945 en la plaza Julián Sánchez «El Charro», en el ensanche de la ciudad de Salamanca, bajo la dirección del arquitecto municipal Ricardo Pérez Fernández, con planos firmados en 1939 por Luis Gutiérrez Soto y Javier Barroso y Sánchez-Guerra, siguiendo las directrices del racionalismo que imperaba en esos momentos en la arquitectura europea conjugado con un lenguaje propio de la época histórica y la tradición local de la España en la primera mitad del siglo XX.
La Dirección General de Patrimonio Cultural, por resolución de 12 de noviembre de 1986, acordó incoar procedimiento de declaración del palacio como bien de interés cultural con la categoría de monumento. Retomado más adelante el expediente para su resolución, el proceso culminó el 24 de febrero de 2022, con la publicación del acuerdo correspondiente el día 28 de ese mismo mes en el Boletín Oficial de Castilla y León.